# نوال أكرم
نوال أكرم هي ممثلة هزلية، عارضة، رياضية، ناشطة حقوق المعاقين قطرية. أصيبت بمرض الحثل العضلي الدوشيني عندما كانت تبلغ من العمر 6 سنوات، وتم إبعادها عن المدرسة غصبا في سن ال10. أصبحت تمتطي كرسي متحرك في عندما بلغت ال12 عام. ومنذ ذلك الحين أنشأت مؤسسة الحثل العضلي بقطر لزيادة الوعي بهذه الحالة. وتم اختيارها ضمن قائمة البي بي سي لأكثر 100 تأثيرا في العالم لسنة 2017.

## حياتها
ولدت نوال أكرم في الدوحة بقطر، وهي الطفلة السادسة لوالديها الباكستانيين، محمد وسايما أكرم. عندما بلغت السادسة من عمرها، تمت إصابتها بمرض الحثل العضلي الدوشيني، وأصبحت تمتطي كرسي متحرك في ال12 من عمرها بسبب سقوطها وكسر ساقها. أدت حالتها إلى تعرضها للسخرية والمضايقة من قبل الأطفال الآخرين، وتم تجاهلها وعدم الاهتمام بها من طرف المعلمين، مما أدى إلى خروجها من المدرسة لأنهم لا يريدون تحمل المسؤولية عن الطفل معاق جسديا. وهدد والداها بمقاضاة المدرسة، ولكنها رفضت ذلك لأنها كانت ستؤثر على تعليم إخوتها الذين كانوا يدرسون في نفس المدرسة. قدمت أكرم في مدارس أخرى ولكن تم رفضها بداعي حالتها الصحية أو جنسيتها. قدمت أيضا إلى مدارس متخخصة ولكنها رفضت أيضا لأنها لا تعاني من إعاقة عقلية. بعد كل هذا حاولت أكرم التعلم في المنزل ولكنه لم يكن فعال مثل المدرسة، وبسبب ذلك تعرضت للاكتئاب.
بدأ أكرم العمل في شركة مدى، وهي منظمة معنية بالإعاقة في قطر. أثناء تواجدها، تعلمت كيف يمكن استخدام وسائل التواصل الاجتماعية لتعزيز الأفكار. عملت منذ ذلك الحين ككوميدية من خلال برنامج ستاند آب كوميدي قطر ، وعارضة. شاركت أكرم في الألعاب البارالمبية في رياضة بوسيا، ووسعت شهرتها وحضورها في مواقع التواصل الاجتماعي بالإضافة إلى قناتها في يوتيوب مغامرات نوال. سنة 2016 أسست منظمة الحثل العضلي بقطر  لزيادة الاهتمام بهذه الحالة داخل البلاد. اختيرت ضمن قائمة البي بي سي لأكثر 100 امرأة تأثيرا في العالم لسنة 2017.